# Penále
Penále je sankce za porušení zákonem uložené povinnosti.
Nejčastěji se uplatňuje v případě opožděné platby daně. V případě nedodržení splatnosti se penále automaticky vypočítává jako příslušenství daně. Penále se vypočítává za každý den následující po data splatnosti až do dne platby. V případě nedodržení splatnosti penále se už další penále nevyměřuje (penále z penále).
Způsob výpočtu daně je dán zákonem:
- § 139 a § 140 daňového řádu
- § 104 odst. 2, § 105 odst. 2 a 3 zákona o DPH
- § 11 zákona č. 565/1990 Sb., o místních poplatcích

## Záměna se smluvní pokutou
Je nepovinné rozlišovat pojem penále a smluvní pokuta. V podstatě a v obecném slova smyslu se jedná o shodné instituty – nicméně okolnosti, které zapříčiňují jejich vznik, jsou odlišné.
- Smluvní pokuta vzniká jako sankce za porušení smluvní povinnosti dlužníka.
- Úhrada penále je sekundární povinností (sankcí), která vzniká na základě porušení povinnosti plynoucí přímo z ustanovení zákona - nikoliv tedy z některého ujednání kontrahentů smluvního vztahu.